# Hubert Minnis
Hubert Minnis (ur. 17 kwietnia 1954 w Bain Town lub Nassau) – bahamski polityk i lekarz, minister zdrowia w latach 2007–2012. Lider Wolnego Ruchu Narodowego (FNM) od 2012. Premier Bahamów w latach 2017–2021.

## Życiorys
Urodził się w Bain Twon na wyspie New Providence. Jego rodzicami byli Randolph Minnis oraz Rosalie North. Uczęszczał do szkoły podstawowej Our Lady’s Primary School oraz szkoły średniej Western Junior and St. Augustine College w Nassau. Ukończył medycynę na University of the West Indies oraz Royal College of Obstetricians and Gynaecologists w Londynie w 1985.
Po zakończeniu nauki powrócił do Nassau i rozpoczął pracę w szpitalu Princess Margaret Hospital. W tym czasie pełnił funkcję ordynatora oddziału położnictwa i ginekologii. Był również przewodniczącym Towarzystwa Medycznego Bahamów, członkiem Rady Medycznej, przewodniczącym Stowarzyszenia Hoteli Bahamów oraz wykładowcą na University of the West Indies w dziedzinie położnictwa i ginekologii.
W wyborach parlamentarnych w maju 2007 został po raz pierwszym wybrany deputowanym do Izby Zgromadzenia z ramienia Wolnego Ruchu Narodowego (FNM). W gabinecie premiera Huberta Ingrahama objął wówczas urząd ministra zdrowia. Po przegranej FNM w kolejnych wyborach parlamentarnych w maju 2012, w których sam uzyskał reelekcję, zastąpił 9 maja 2012 Huberta Ingrahama na stanowisku lidera partii. Został jednocześnie liderem opozycji.
W wyborach parlamentarnych 10 maja 2017 Wolny Ruch Narodowy odniósł zwycięstwo, zdobywając 34 spośród 39 miejsc w Izbie Zgromadzenia, podczas gdy Postępowa Partia Liberalna uzyskała 4 mandaty. 11 maja 2017 Minnis objął urząd premiera Bahamów.
W wyborach parlamentarnych 16 września 2021 Wolny Ruch Narodowy przegrał z Postępową Partią Liberalną, w związku z tym 17 września 2021 Minnis przestał pełnić urząd premiera Bahamów.